# Esteban de Adoáin
Esteban de Adoáin, (Adoáin, Navarra, 11 de octubre de 1808-Sanlúcar de Barrameda, 7 de octubre de 1880) fue un religioso capuchino y misionero en América. Ha sido proclamado venerable por la Iglesia católica.

## Biografía
Su infancia y juventud transcurrieron en Adoáin. Educado en un ambiente religioso, a los dieciocho años sintió la vocación sacerdotal, a la que su padre, aunque algo sorprendido, no se opuso. En 1828 recibió la confirmación, y ese mismo año, sintiéndose llamado a la Orden Capuchina, se despidió de su familia e ingresó en el convento de Cintruénigo el 28 de noviembre de ese año. Al vestir el hábito religioso cambió su nombre de Pedro Francisco Marcuello Zabalza por el de fray Esteban de Adoáin.
Tras realizar estudios humanísticos de filosofía y teología requeridos para la carrera eclesiástica en Peralta, Pamplona y Tudela, el 22 de diciembre de 1832 se ordenó presbítero en Pamplona. En marzo de 1837 se le concedió facultades para confesar y predicar.
En la madrugada del 5 de agosto de 1834, los cincuenta y dos religiosos del convento capuchino de Pamplona salieron sigilosamente de la ciudad, que se encontraba controlada por los liberales, ya que no se encontraban seguros, refugiándose en el convento de Vera de Bidasoa (Navarra). Pocas semanas antes, se había producido en Madrid una matanza de frailes. Tras la violenta abolición de las órdenes religiosas en España, el padre Esteban se dirigió a Roma, donde estuvo dos años y medio, predicando por los pueblos cercanos.

## Evangelización en el continente americano
En 1843 embarcaron cuarenta y nueve misioneros en el puerto de Marsella rumbo a Venezuela. Entre ellos se encontraba el padre Esteban. Tras desembarcar en Cumaná, el 10 de julio, el gobierno venezolano dispuso que pasaran a las zonas indígenas de Apure. El padre Esteban se instaló en Parapara, un pueblo fundado por misioneros capuchinos, y que no había visto a ningún religioso desde 1817. El 10 de mayo de 1843 llegó a San Antonio de Guachara, donde evangelizó y trató de erradicar el grave problema del alcoholismo entre los indios. Con ello se ganó la antipatía de los traficantes y de los poderes locales. El 4 de octubre recibieron una orden del gobierno ordenándoles que abandonaran la misión, con lo que regresaron a Europa. Concretamente al eremitorio de Ustáritz. 
En el otoño de 1847 llegaba por segunda vez a Venezuela. El arzobispo de Caracas lo nombró profesor del seminario y le recomendó las misiones populares. Pero su predicación fue denunciada y se le abrió un proceso judicial, a resultas del cual fue condenado a permanecer confinado en la cárcel de san Jacinto, el 31 de marzo de 1849. Salió poco tiempo después.
En enero de 1850 llegó a Cuba, con la esperanza de poder instalar una comunidad capuchina en el edificio del antiguo colegio de Misiones de La Habana. Tras emprender una serie de gestiones que no dieron resultado, en 1851 se puso a disposición del Arzobispo de Santiago, el futuro san Antonio María de Claret, que le recibió con estas palabras: "Desde hoy será usted mi misionero". En la isla había 438 eclesiásticos para atender a cerca de un millón de habitantes. 
El 23 de octubre de 1856 desembarcaba en Guatemala.Allí residía una comunidad de capuchinos desde 1852. A mediados de 1856 la comunidad sumaba una veintena de hermanos. El P. Esteban fue nombrado director de misiones. Entre 1856 y 1859 él y sus compañeros visitaron numerosos pueblos y ciudades, legitimando matrimonios que se encontraban en situiaciones canónicas irregulares y asistiendo a apestados por la cólera. 
A comienzos de 1865 el padre Esteban se dirigió a la ciudad de santa Tecla, en El Salvador, para poner los cimientos de la fundación que el obispo les había ofrecido desde hacía tiempo.  
Pese a su resistencia, fue nombrado superior local de la Antigua y comisario general de los capuchinos en América Central (1868-1871). En esa época preparó concienzudamente sus visitas pastorales a diferentes lugares de la provincia capuchina, en las que visitaba, amonestaba y, si era necesario, corregía. Se conocen tanto las disposiciones que dejó, como el texto de algunas de sus prácticas. Durante su mandato, el papa proclamó oficialmente a la Divina Pastora como patrona de los capuchinos. 
En junio de 1872, el Gobierno de Guatemala expulsó a todos los capuchinos de la Antigua, por razones de alta política. Para ello envió un destacamento con más de 500 soldados que les condujeron hasta la frontera con México. Desde allí regresaron a Europa a través de San Francisco, Milwaukee y Nueva York, donde el Padre Esteban había embarcado el 22 de febrero de 1873 rumbo a España. En su periplo americano, el padre Esteban había predicado 112 misiones, regularizado 13.349 matrimonios, y distribuido 221.357 comuniones; además de numerosos novenarios, triduos y tandas de ejercicios espirituales.

## Regreso a España. Sus últimos años
El 6 de marzo de 1873 desembarcó en el puerto de Le Havre, y desde allí a través de París y Tolouse llegó a Bayona, donde permaneció hasta el 29 de diciembre. El 8 de enero de 1874 llegó a Estella, donde se encontraba el pretendiente Carlos VII, y su corte. En esa época predicó en su lengua materna, el vascuence. En septiembre de 1876 regresó a su pueblo, del que se había marchado hacía casi cincuenta años. El obispo de Pamplona le encomendó una campaña misionera por toda la diócesis, que se prolongó un año, concluyendo en marzo de 1877. 
En enero de 1877, el Gobierno español autorizó, de acuerdo con el obispo de Málaga, el establecimiento de los capuchinos en Antequera. Procedentes de Bayona, llegaron a Antequera el 19 de marzo de 1877. Poco después abrieron un noviciado. A esta fundación siguió al de Sanlúcar de Barrameda. Desde allí viajó por el Levante, abriendo nuevas fundaciones.
El 1 de agosto de 1879 se produjo la reapertura del convento de los capuchinos en Pamplona, desde donde había salido huyendo 45 años antes. Tras predicar la novena de la Divina Pastora en Sevilla, falleció el 7 de octubre de 1880 en Sanlúcar de Barrameda, a las cinco de la madrugada.

## Causa de canonización
Su causa de beatificación comenzó en 1924. El 21 de diciembre de 1989 el papa Juan Pablo II le declaró venerable, reconociendo sus virtudes heroicas.